# Méry
Méry település Franciaországban, Savoie megyében. Lakosainak száma 2143 fő (2022. január 1.). Méry Drumettaz-Clarafond, Sonnaz, Verel-Pragondran és Viviers-du-Lac községekkel határos.

## Népesség
A település népességének változása:
| Lakosok száma | 1616 | 1609 | 1741 | 1803 | 1900 | 2013 | 2106 | 2135 | 2143 |
|               | 2013 | 2015 | 2016 | 2017 | 2018 | 2019 | 2020 | 2021 | 2022 |